# Ainley Peak
Ainley Peak är en bergstopp i Antarktis. Den ligger i Östantarktis. Nya Zeeland gör anspråk på området. Toppen på Ainley Peak är 1 240 meter över havet.
Terrängen runt Ainley Peak är huvudsakligen bergig, men den allra närmaste omgivningen är kuperad. Terrängen runt Ainley Peak sluttar österut. Trakten är obefolkad. Det finns inga samhällen i närheten. 